# مارتا مک‌کیب
مارتا مک‌کیب (به انگلیسی: Martha McCabe) (زادهٔ ۴ اوت ۱۹۸۹) شناگر اهل کانادا است. او مدال برنز شنای مسابقات جهانی ورزش‌های آبی ۲۰۱۱ در رشتهٔ کرال سینه ۲۰۰متر را برنده شد.  در  بازی‌های المپیک تابستانی ۲۰۱۲ ۲۰۱۲ لندن، مک‌کیب  به مقام پنجمی در کرال سینه ۲۰۰متر رسید. در بازی‌های کشورهای مشترک‌المنافع سال ۲۰۱۴، او در بازی‌های کرال سینهٔ ۱۰۰متر و ۲۰۰ متر به رقابت پرداخت.
در سال ۲۰۱۶، او به‌طور رسمی، دوباره برای شنای کرال سینهٔ ۲۰۰متر وارد لیست تیم کانادا در بازی‌های المپیک تابستانی ۲۰۱۶ شد.